# 차오터우구

차오터우 구의 위치

차오터우구(한국어: 교두구, 중국어: 橋頭區, 병음: Qiáotóu Qū)는 중화민국 가오슝시의 구이다. 넓이는 25.9379km2이고, 인구는 2018년 8월 기준으로 37,652명이다.

## 지리
차오터우 향은 가오슝 시내 북서부에 위치하고 북쪽은 강산 구와, 서쪽은 쯔관 구와, 동쪽은 다서 구, 옌차오 구와, 남쪽은 난쯔 구와 각각 접하고 있다. 평탄한 지세에 허우징 계(後頚渓), 뎬바오 계(典宝渓)가 흐르고 있다.

## 관광명소
- 차오터우 설탕 공장(橋頭糖廠): 1902년 설립,지금 텐드럼차오탕문화창의단지(十鼓橋糖文創園區) 주재
- 텐드럼차오탕문화창의단지(十鼓橋糖文創園區): 2010년 설립
- 차오터우라오제(橋頭老街)
- 수령비(樹靈碑)
- Meet Me기지단지- FIGHT.K교회: 2017년4월 개원

## 종교시설
도교/불교
- 지우자웨이의산궁(九甲圍義山宮): 1668년 설립
- 명덕정사(明德淨寺)
- 유료수생묘(芋寮壽生廟)
- 삼덕삼산궁(三德三山宮)
- 불령사, 원 가오슝사면불(佛靈寺,原 高雄四面佛)
- 제선궁(帝仙宮)
- 차오터우주생궁(橋頭註生宮)
- 싱탕복덕사(興糖福德祠)
- 차오터우봉교궁(橋頭鳳橋宮)

기독교
- FIGHT.K교회: 2015년 설립, 가오슝시의 대형교회
- 대만기독장로교회 차오터우교회(台灣基督長老教會 橋頭教會)
- 대만기독장로교회 자웨이교회(台灣基督長老教會 甲圍教會)
- 가오슝시소회 차오터우구회소(高雄市召會 橋頭區會所)
- 첸하이리빙스프링교회(鎮海活泉教會)

천주교
- 천주교 차오터우도미니코성당(天主教 橋頭聖道明堂)

## 교통
- 타이완 철로관리국 종관선
- 가오슝 첩운 홍선